# مستشفى النور التخصصي
مستشفى النور التخصصي هو مستشفى حكومي سعودي، يقع في مدينة مكة المكرمة. تم تأسيس مستشفى النور التخصصي بأمر من خادم الحرمين الشريفين كمستشفى للرعاية الصحية في عام 1403 هـ لخدمة المواطنين والمقيمين والحجاج للمدينة المقدسة والمنطقة المحيطة بها. وهو مستشفى حكومي تحت إشراف مديرية الشؤون الصحية في مكة المكرمة. ويقع في قلب المدينة بالقرب من المشاعر المقدسة (مزدلفة) وعلى مسافة 3.5 كيلومتر من المسجد الحرام.